# Sabrisho I
Sabrisho (Beth Garmai, ... – Nusaybin, 604) è stato un vescovo cristiano orientale siro, vescovo di Lashom, metropolita di Seleucia-Ctesifonte e patriarca della Chiesa d'Oriente dal 596 al 604. È venerato come santo dalla Chiesa assira d'Oriente.

## Biografia
La sua vita è descritta in modo dettagliato dalla Cronaca di Seert e da una biografia dal titolo Storia degli atti de Mar Sabrisho, catholicos patriarca, scritta da Pietro, abate del Monastero di Beth Abe.

Nato verso gli inizi del VI secolo a Pirozabad, villaggio della regione di Beth Garmai (Kirkuk), figlio di un pastore cristiano, entrò da ragazzo come studente alla scuola di Nisibi, dove insegnava il maestro Abramo di Beth Rabban. Terminati gli studi, entrò nel monastero presso il monte Qardou, dove restò nove anni; in seguito si fece eremita su una montagna chiamata Cha'ran. Qui si impose all'attenzione della comunità cristiana per i molti miracoli che gli si attribuivano; all'epoca del patriarca Ishoʿyahb I fu nominato vescovo di Lashom e venne consacrato dal metropolita Bokhtishoʿ di Kirkuk.
Durante il suo episcopato, crebbe ulteriormente la sua fama di santità. Nel 594 divenne decisivo nella conversione al cristianesimo dell'emiro Nu'man III degli arabi Lakhmidi e della sua adesione alla dottrina nestoriana; le agiografie raccontano che Sabrisho operò un miracolo guarendolo da una terribile malattia. Alla morte di Ishoyahb I, il vescovo di Lashom fu designato dal re Cosroe II quale nuovo catholicos di Seleucia-Ctesifonte; fu solennemente intronizzato il giovedì santo 19 aprile 596. Fu il primo monaco ad accedere alla carica più importante nella Chiesa d'Oriente.
Diversi cristiani nestoriani occupavano posti di primo piano nella corte persiana. Una delle spose di Cosroe II, Chirin, era cristiana. C'era poi l'astrologo Aba di Kaskar e soprattutto il primo medico della corte reale, Gabriele di Singar. Il patriarca Sabrisho tuttavia entrò ben presto in conflitto con quest'ultimo, che scomunicò accusandolo di bigamia; Gabriele di Singar allora abbandonò la Chiesa nestoriana per aderire alla Chiesa giacobita e divenendo al contempo il grande nemico dei nestoriani. Probabilmente convinse la stessa regina Chirin a cambiare Chiesa.
Uno dei grandi problemi che agitò la Chiesa persiana durante il patriarcato di Sabrisho fu la dissidenza di Henana di Adiabene, direttore della scuola di Nisibi, che aveva abbandonato l'insegnamento di Teodoro di Mopsuestia, adottata ufficialmente dalla Chiesa nestoriana fin dal V secolo, a favore delle formulazioni teologiche di Giovanni Crisostomo; in altre parole, Henana si era allontanato dal nestorianesimo per avvicinarsi alla dottrina ufficiale della Chiesa romano-bizantina. Nel mese di maggio del 596 il nuovo patriarca convocò un concilio nazionale per combattere l'eresia di Henana di Adiabene, e per dare maggior impulso al rinnovamento monastico sulla scia di quanto già stava facendo Abramo di Kaskar, il grande riformatore del monachesimo nestoriano.
Secondo la Cronaca di Seert, Sabrisho mantenne importanti relazioni epistolari con l'imperatore bizantino Maurizio, che si interruppero quando Maurizio fu rovesciato da Foca. Questo causò la ripresa delle ostilità tra Bizantini e Persiani. Cosroe II si fece accompagnare dall'anziano patriarca; questi tuttavia dovette fermarsi a Nisibi, dove soggiornò per quattro mesi prima di morire. Secondo Elia di Nisibi e Barebreo Sabrisho morì una domenica di agosto del 604; la Cronaca di Seert invece attribuisce la sua morte il 18 settembre dello stesso anno. Fu sepolto in un monastero presso la città di Karka d'Guedan.